# 다니엘 조르지에브스키
다니엘 조르지에브스키(마케도니아어: Даниел Георгиевски, 1988년 2월 17일 ~ )는 축구 선수이다.
현재 FC 스테아우아 부쿠레슈티에서 활약하고 있다.